# Saison 2016-2017 du Clermont Foot 63
Chronologie
Saison précédente Saison suivante
La saison 2016-2017 du Clermont Foot, club de football français, voit le club évoluer en championnat de France de football de Ligue 2. 

## Avant-saison

### Préparation et matchs amicaux
La saison 2016-2017 du Clermont Foot débute officiellement le lundi 20 juin 2016 avec la reprise de l'entraînement.
L'équipe première effectue son stage de pré-saison, comme la saison précédente, à Mende en Lozère du 18 au 22 juillet. Ce stage est ponctué par une rencontre comme le Montpellier HSC (Ligue 1) disputée à Millau.
| Date            | Horaire | Adversaire         | Lieu                                     | Score | Buteur(s) du CF  | Buteur(s) adverse                          | Affluence         | Lien |
| --------------- | ------- | ------------------ | ---------------------------------------- | ----- | ---------------- | ------------------------------------------ | ----------------- | ---- |
| 2 juillet 2016  | 18h30   | AS Saint-Étienne   | L'Envol Stadium, Andrézieux              | 1-3   | Dugimont 37e     | Roux 24e · Monnet-Paquet 28e · Corgnet 85e | 1 051 spectateurs |      |
| 6 juillet 2016  | 18h30   | Sélection UNFP     | Stade Emile-Pons, Riom                   | 1-3   | Dugimont 26e     | Kinkela 15e 45e · Sawadogo 61e             | Inconnue          |      |
| 9 juillet 2016  | 17h     | Marseille Consolat | Stade Gabriel-Montpied, Clermont-Ferrand | 1-0   | -                | -                                          | Match à huis clos |      |
| 13 juillet 2016 | 18h     | Rodez AF           | Stade Gardet, Cournon                    | 1-0   | Pereira Lage 65e | -                                          | Inconnue          |      |
| 22 juillet 2016 | 18h30   | Montpellier HSC    | La Maladrerie, Millau                    | 1-2   | Lopy 84e         | Sanson 19e · Mounié 51e                    | Inconnue          |      |
| 23 juillet 2016 | 17h     | SO Romorantin      | Stade Gabriel-Montpied, Clermont-Ferrand | 1-0   | Espinosa 56e     | -                                          | Match à huis clos |      |

## Compétitions

### Championnat

#### Classement
| Rang | Équipe                 | Pts | J  | G  | N  | P  | Bp | Bc | Diff |
| ---- | ---------------------- | --- | -- | -- | -- | -- | -- | -- | ---- |
| 10   | Chamois niortais FC    | 49  | 38 | 12 | 13 | 13 | 45 | 57 | −12  |
| 11   | AC Ajaccio             | 48  | 38 | 13 | 9  | 16 | 47 | 58 | −11  |
| 12   | Clermont Foot 63       | 46  | 38 | 11 | 13 | 14 | 46 | 48 | −2   |
| 13   | FC Sochaux-Montbéliard | 46  | 38 | 11 | 13 | 14 | 38 | 43 | −5   |
| 14   | Valenciennes FC        | 45  | 38 | 10 | 15 | 13 | 44 | 44 | 0    |